# Az Edda két arca
Az Edda két arca az Edda Művek tizennegyedik albuma. Egy dupla lemez, melynek első lemeze a Lyrák, második lemeze a Koncert címet viseli. A koncertfelvételt az 1992-es agárdi Edda-tábor idején rögzítették. A válogatásalbum dupla bakelit formátumban is megjelent.

## Első lemez: Lyrák
1. Akitől minden szép – új dal
2. Érzés – újra felvéve
3. Éjjel érkezem – újra felvéve
4. Amikor még
5. Újra láttalak
6. Ma minden más
7. A fémszívű fiú – újra felvéve
8. Hűtlen – újra felvéve
9. Fohász – újra felvéve
10. Álmodtam egy világot – újra felvéve (ének: Pataky és Gömöry)
11. Ha feladod az álmaid
12. Csendes ember

## Második lemez: Koncert
1. Szellemvilág (Szálljunk fel)
2. Gyere őrült
3. Veled vagyok
4. Dobszóló
5. Szélvihar
6. Elhagyom a várost
7. Ördögi kör
8. Velem kiáltsatok
9. Hűtlen
10. Büszke sas
11. Torony
12. Álom
13. Minden sarkon álltam már
14. Nincs visszaút
15. A kör
16. Kölyköd voltam

## Az együttes felállása (az újonnan rögzített felvételeken)
- Donászy Tibor – dob, ütőhangszerek
- Gömöry Zsolt – billentyűs hangszerek, ének
- Kicska László – basszusgitár
- Kun Péter – gitár
- Pataky Attila – ének